# Kevin MacLeod
Kevin MacLeod (* 28. září 1972 Green Bay, Wisconsin, USA) je americký hudební skladatel. 
Celkem složil okolo 2000 skladeb, které publikuje na svých stránkách a prostřednictvím svého kanálu na YouTube. Jeden z důvodů popularity jeho skladeb, jejichž skládání se věnuje již od poloviny 90. let, je, že jsou zveřejněny pod licencemi CreativeCommons, a tudíž je možno je používat legálně bez poplatků. Mezi jeho díla patří například: „The Cannery“, „The Show Must Be Go“, „Le Grand Chase“, „Impact Lento“, „Groove Grove“, „Amazing Plan“ a další.
Věnuje se též úpravě a vylepšování skladeb klasické hudby, jako například „Ve sluji Krále hor“ od Edvarda Griega.